# Diego Gelmírez
Diego Gelmírez (Catoira, circa 1068 – 1140 Santiago de Compostella) was bisschop van Santiago de Compostella, van 1101 tot 1120, en aartsbisschop van 1120 tot 1139.
Diego Gelmírez was een belangrijke figuur in het politieke leven van Galicië in Spanje in de 12e eeuw. Hij is ook belangrijk als geschiedschrijver. De verhalen over zichzelf en over zijn tijdgenoten tekende hij op in de Historia Compostelana. Deze beslaan het tijdvak van zijn episcopaat (1100-1139).

## Biografie

### Jeugd
Diego Gelmírez werd waarschijnlijk geboren op het kasteel Torres del Oeste, gelegen in het dorp Catoira, waar zijn vader Gelmirio kasteelheer was. Gelmirio was in dienst van de bisschop Diego Peláez en bestuurde namens deze de landerijen in de districten Iria, La Mahía en Postmarcos. 
Diego Gelmírez volgde een opleiding aan de school van de Kathedraal van Santiago, en daarna werd hij verder geschoold aan het hof van koning Alfons VI van Castilië. 
Na zijn tienerjaren keerde hij terug naar Galicië waar hij toetrad tot de curia van Diego Peláez.

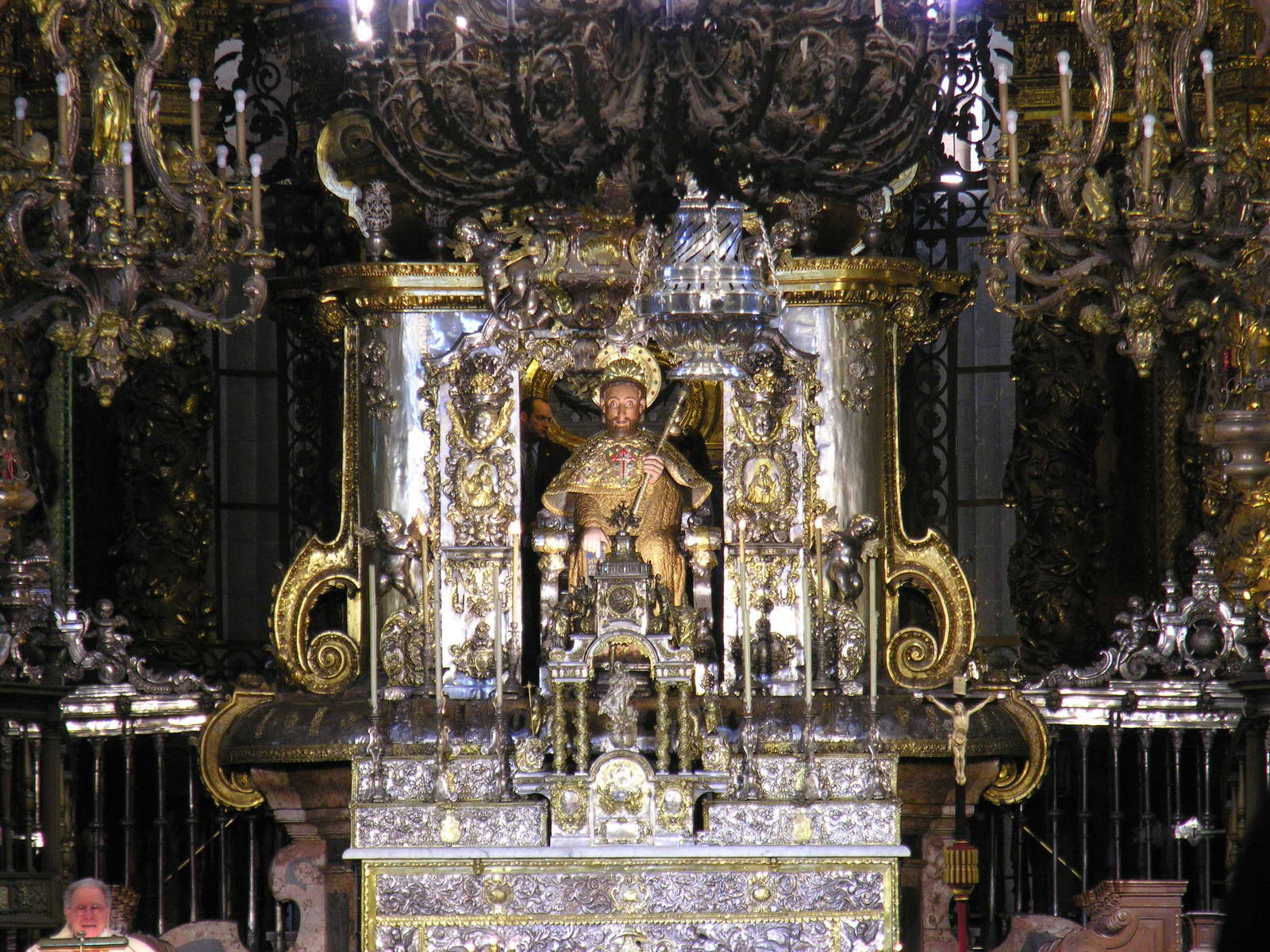
Altaar van de kathedraal van Santiago de Compostella

### Van priester tot bisschop
In 1085 brak een opstand uit in Galicië, gericht tegen koning Alfons VI. Van de periode tussen 1085 en 1090 is niets bekend uit het leven van Diego Gelmírez. 
In 1090 trouwde Raymond van Bourgondië (1059-1107) met Urraca van Castilië, de dochter van koning Alfons VI. Hierdoor werd Raymond vervolgens Graaf van Galicië. Waarschijnlijk op advies van de curia benoemde Raymond vervolgens Gelmírez tot diens kanselier en raadgever. In 1093 werd Diego Gelmírez tevens administrateur en bestuurder van de feodale eigendommen.
In 1094 werd Dalmatius benoemd tot eerste bisschop van Santiago de Compostella. Dalmatius kwam uit de Orde van Cluny. 
Santiago de Compostella en De Orde van Cluny
Op het Concilie van Clermont-Ferrand in 1095 wist Dalmatius de paus zover te krijgen dat hij de bisschopszetel van Santiago de Compostella direct liet vallen onder de autoriteit van Rome, en niet langer afhankelijk was van de diocees van Braga.
Toen Dalmatius in maart van het jaar 1096 stierf werd Diego als plaatvervanger aangesteld. In 1099 schreef de paus een bisschopsverkiezing uit. Waarschijnlijk mede dankzij de invloed van Raymond van Bourgondië en diens vrouw Urraca werd Diego op 21 april 1100 door de diocese tot bisschop verkozen en in het jaar daarop als bisschop aangesteld.

### Van bisschop tot aartsbisschop
In 1104 reisde bisschop Diego Gelmírez naar Rome en verzoekt de aartsbisschopszetel over te plaatsen naar Santiago. Dit werd hem niet gegund, maar hij verkreeg wel het pallium. 
Diego werd daarnaast door de koning Alfons VI aangewezen als wereldlijk bestuurder van de stad Santiago. De bisschop deed zijn best om van Santiago een populair pelgrimsoord te maken, hetgeen hem lukte.
Zijn voorganger Diego Peláez was in 1075 begonnen met de opbouw van de nu zo beroemde kathedraal van Santiago. Diego Gelmírez laat dit werk in de 12e eeuw verder uitbreiden en voltooien. 
In 1105 of 1106 wordt het nieuwe altaar voorzien van zijn zilveren front.
Hij bevordert de scholing van de clericus. Het aantal kanunniken groeit tot 72, waarvan 7 kardinalen. Deze werden bij hoge uitzondering benoemd met toestemming van de paus. Diego Gelmírez gaat gestaag verder met het uitbreiden van de macht van Santiago de Compostella ten koste van de macht van andere diocesen zoals die van Braga en Mérida.
Dit doet hij door toenadering naar de paus in Rome, en tevens naar de Orde van Cluny. Daarbij helpt de groei van Santiago als bedevaartstad, met een groeiend aantal pelgrims, en ook de invloed van de graaf Raymond. Hun politiek was er op gericht de afhankelijkheid van de diocese van Braga te verzwakken en de suprematie van het bisdom van Toledo, geleid door Don Bernardo, ook een cluniacenzer, af te breken.
Raymond van Bourgondië stierf in 1107 en Urraca hertrouwde in 1109 met Alfons I van Aragón. 
Het beviel haar echter niet dat Alfons I regeerde over Galicië.
In 1111 spande Diego Gelmírez samen met edelen uit Galicië en Léon tegen koning Alfons I van Aragon. Ze kroonden de prins Alfonso Raimúndez, zoon uit eerste huwelijk van Urraca en Raymond tot koning. In 1114 wordt het huwelijk tussen Urraca en Alfons I ontbonden.
Toen Gwijde, de broer van Raymond van Bourgondië, in 1119 werd benoemd tot paus Calixtus II werd Santiago een aartsbisdom. Diego werd nu aangesteld als aartsbisschop en zag zijn kans om korte metten te maken met de suprematie van Toledo. 
De dood van Calixtus doorkruiste dit plan. Zijn opvolger Honorius II zag de groeiende macht van Santiago als een bedreiging, en deed tot aan zijn dood in 1130 verder geen concessies aan Santiago.
Urraca van Castilië stierf in 1126 en na haar dood moest Diego moeite doen om in de gunst te komen van Alfons VII van Castilië, hetgeen hem uiteindelijk lukte.

### De laatste jaren
Na de dood van Honorius II in 1130 ontstond er onenigheid binnen de kerk en er werden twee concurrerende pausen verkozen: Anacletus II en Innocentius II. Diego Gelmírez wist geen keuze te maken. Hij verloor hoe langer hoe meer zijn grip op de politiek, op het Spaanse koningshuis en op de andere bisdommen.
De laatste jaren van Diego Gelmírez werden gekenmerkt door intriges en gevechten om de gunst van de koning, onder meer met de schatmeester van Santiago, Bernardo. Diego liet deze Bernardo ten slotte gevangenzetten. De schatmeester stierf vlak na zijn vrijlating in 1134.
Waarschijnlijk werd Diego Gelmírez in 1139 getroffen door een ziekte, want in dat jaar houdt zijn geschiedschrijving op. Hij stierf op 6 april 1140.
- Bibliothèque nationale de France: cb119606582 (data)
- Catàleg d'autoritats de noms i títols de Catalunya: 981058614552306706
- Gemeinsame Normdatei: 118538330
- International Standard Name Identifier: 0000 0003 8331 9473
- Library of Congress Control Number: n81127917
- Nationale Bibliotheek van Israël: 987007271751905171
- Nederlandse Thesaurus van Auteursnamen: 070279691
- Système universitaire de documentation: 027601862
- Virtual International Authority File: 268479999
- WorldCat: E39PBJw4xJwQdpMwGCpjd8gHYP